# Ященко Зоя Миколаївна
Зоя Миколаївна Ященко (нар.. 29 лютого 1972, Полтава) — російська співачка українського походження, поет, музикант, творець і лідер гурту «Біла Гвардія».
Зоя Ященко закінчила факультет журналістики МДУ. Писати пісні почала ще в школі. Переїхавши до Москви, займалася в гітарній школі-студії Олександра Євстигнєєва, в поетичній студії Дмитра Сухарєва. Перший сольний концерт Зої відбувся на сцені гуртожитку Московського університету на вулиці Шверника (Будинок аспіранта і стажиста МДУ).

## Біла Гвардія
Роком народження гурту «Біла Гвардія» можна вважати 1993 рік, коли записали перший альбом з однойменною назвою «Біла Гвардія». Це був акустичний альбом, зведений в домашніх умовах, і аж ніяк не студійної якості. Тим не менш більшості цих пісень судилося стати хрестоматійними хітами: «Біла гвардія», «Кав'ярні», «Генерали громадянської війни», «Дахи».
У першому складі групи разом із Зоєю грали Олег Заливако (гітара), Юрій Сошин (гітара), Катя Орлова (флейта). «Біла Гвардія» регулярно виступала із сольними концертами в концертних залах ДК МВС, Олімпійського села, ДК Московського енергетичного інституту, ДК «Меридіан» у Політехнічному музеї та Центральному Будинку художника.
За визначенням самих учасників, стиль їх музики — це «Сенті-Ментальний Рок».
|  | Етимологія цього словосполучення наступна: ментальний - значить розумовий, сентиментальний - чуттєвий. А РОК - розуміти можна по-різному: або як напрямок в музиці, або як долю, визначене, неминуче. Сенті-Ментальний рок - вузька стежка між логікою і почуттям, спроба об'єднати жіноче і чоловіче начало, інь і ян ... |

Назва гурту безпосередньо не пов'язане ні з Білим рухом, ні з однойменним романом М. Булгакова. (Втім, існує пісня «Генерали Громадянської війни або Посвячення Колчака», одна з найбільш ранніх у творчості гурту, а також одна з найвідоміших.) Аж до свого першого виступу в 1993 році на фестивалі ім. Ст. Грушина колектив Зої Ященко не мав назви. Щоб представити групу членам журі фестивалю, Зоя взяла в якості назви першу строчку з пісні, яку збиралася заспівати на конкурсі: «Біла гвардія, білий сніг, Біла музика революцій…»
Ім'я «Біла Гвардія» закріпилося моментально, і міняти його вже не було сенсу. Пізніше, відповідаючи на питання, звідки взялася така назва, Зоя придумала кілька версій відповіді:
1. «Біла Гвардія» — це гвардія, яка служить Білій Богині (так називають Музу у давньогрецькій міфології).
2. Ключове слово в назві — «біла». Білий колір символізує чистий аркуш, на якому можна зобразити все, що захочеш.
3. «Біла Гвардія» — скорочено «БГ», що означає «Бог», ім'я, дане Богом.

### Хронологія
- У 1996 і 1997 роках вийшли два нових альбоми — «Амулет» (акустика) і «Спека» (електрика). Це Зоїни враження про далеку Індію. Індія надовго стає улюбленою країною і предметом поезії в Зоїних віршах, піснях та оповіданнях.
- У 1999 році старий колектив гурту розпався, і Зоя запрошує до співпраці гітариста, композитора і аранжувальника Дмитра Бауліна. З ним вона записує «пітерський» за настроєм альбом «Це все ти». В групу приходить флейтист Павло Єрохін, басист Костянтин Реутов, скрипаль Артем Руденко.
  - З 1999 року остаточно затверджується сучасний інструментальний склад гурту (дві гітари, бас, флейта, скрипка, перкусія).
- У 2000 році Зоя Ященко та «Біла Гвардія» вперше з'являються на телебаченні у програмі Дмитра Діброва «Антропологія». Групу запрошують на гастролі до Німеччини та Франції.
- У 2001 і 2002 році Зоя разом з Дмитром Бауліним, який стає саунд-продюсером групи, записує відразу два альбоми — «Інші острови» і «Коли ти повернешся». Останній є «реінкарнацією» самого першого альбому. У нього включені деякі старі пісні, що не видавалися раніше.
- Чотири тексти «Білої Гвардії» цитує у своїх «Дозорах» популярний російський фантаст Сергій Лук'яненко, якому одного разу хтось із друзів порадив послухати гарні пісні, надіславши посилання на «білогвардійський» сайт.
- У липні 2005 року «Пісня рядового» з альбому «Лялька в кишені» потрапляє в програму «Худрада» на «Нашому радіо». За підсумками місяця пісня перемагає з великим відривом від конкурентів і потрапляє в ефір «Нашого радіо».
- У 2005 році Зоя випускає один за іншим десятий і одинадцятий альбоми «Лялька в кишені» та «Пітер», до кожного з яких увійшли кілька сольних пісень Дмитра Бауліна. З грудня 2006 року «білогвардійська» пісня «Пітер» регулярно звучить на інтернет-радіостанції «Радіо 101».
- У 2006 році була видана книга Зої Ященко «25 пісень і 5 оповідань» та документальний фільм на DVD «Я буду летіти» про творчість гурту (життя на сцені і за лаштунками, репетиції, телеефіри, інтерв'ю, подорожі та багато іншого, розказана самими музикантами).
- У травні 2008 року «Біла Гвардія» випустила збірник відеокліпів групи на DVD. До збірки увійшли кліпи на пісні:
- «Питер»,
- «Море»,
- «Я буду лететь»,
- «День сурка»,
- «Копейка»,
- «Я с тобой»,
- «Один из семи»,
- «В лодке твоей».

- Через рік, у травні 2009 року, нові пісні Зої Ященко та Дмитра Бауліна були записані на нову платівку під назвою «Веселий цвіркун».
  - У жовтні 2009 року виходить ще один альбом, чотирнадцятий за рахунком, «Ключ з попелу».
  - І в тому ж 2009-му, у грудні, саунд-продюсер «Білої Гвардії», її аранжувальник і соліст групи Дмитро Баулін записує спільно з музикантами гурту свій перший авторський альбом «Один крок».
- Навесні 2010 року група повністю перезаписує альбом 1999 року «Це все ти».

## Особисте життя
Зоя Миколаївна Ященко живе і працює в Москві.
- Одружена з Дмитром Бауліним.
- Має двох доньок:

- Лізу (донька від першого чоловіка Олега Заливако) і
- Соню.

Доньки Зої іноді беруть участь у записі альбомів: кілька пісень записані з їх вокалом.

## Дискографія
1. 1993 — «Біла Гвардія»
2. 1994 — «Блакитна стріла»
3. 1995 — «Тонкі світи»
4. 1996 — «Амулет»
5. 1997 — «Спека»
6. 1999 — «Це все ти»
7. 2000 — «За дві години до початку літа»
8. 2001 — «Інші острови»
9. 2002 — «Коли ти повернешся…» (перевиданий і доповнений варіант першого альбому «Біла Гвардія»)
10. 2005, січень — «Лялька в кишені»
11. 2005, травень — «Пітер»
12. 2007 — «Очі кольору кави» (збірник кращих пісень)
13. 2009, травень — «Веселий цвіркун»
14. 2009, листопад — «Ключ з попелу»
15. 2009, грудень — Альбом Дмитра Бауліна «Один крок»
16. 2010 — «Це все ти» (переписаний заново альбом 1999 року)
17. 2011, липень — «Казки Метерлінка»
18. 2013, березень — «Так сходить місяць»
19. 2015, грудень — «Задзеркалля»
20. 2017, квітень — «Венеція»